# Porriño
Porriño är en ort i Spanien.   Den ligger i provinsen Provincia de Pontevedra och regionen Galicien, i den nordvästra delen av landet, 400 km väster om huvudstaden Madrid. Porriño ligger 39 meter över havet och antalet invånare är 17 475.
Terrängen runt Porriño är huvudsakligen kuperad, men den allra närmaste omgivningen är platt. Porriño ligger nere i en dal. Runt Porriño är det ganska tätbefolkat, med 160 invånare per kvadratkilometer. Närmaste större samhälle är Vigo, 11,6 km nordväst om Porriño. I omgivningarna runt Porriño växer i huvudsak blandskog.